# Solaro (Còrsega)
Solaro (en cors Solaro) és un municipi francès, situat a la regió de Còrsega, al departament d'Alta Còrsega. L'any 1999 tenia 583 habitants.

## Demografia
| 1962 | 1968 | 1975 | 1982 | 1990 | 1999 |
| ---- | ---- | ---- | ---- | ---- | ---- |
| 310  | 291  | 309  | 477  | 476  | 583  |

## Administració
| Període | Identitat  | Partit | Qualitat |  |
| ------- | ---------- | ------ | -------- |  |
| 2001-   | Paul Rossi |        |          |  |